# Marcel Dupré (député)
Marcel Dupré (né le 1er juillet 1911 à Montréal, mort le 10 mars 1997 à Montréal) est un homme politique québécois. Il fut député de la circonscription de Maisonneuve pour le Parti libéral de 1962 à 1966.
Après avoir suivi des cours privés pour compléter ses études classiques, Dupré fréquenta le Elie Business College pendant deux ans. Il fut ensuite vendeur d'articles pour fumeurs de 1930 à 1949 puis se tourna vers la vente d'automobiles, de 1949 à 1970. Il se présenta une première comme candidat libéral dans Maisonneuve en 1960. Il fut élu en 1962 mais perdit son siège en 1966. Il travailla ensuite comme employé au ministère des Transports de 1971 à 1976. Il travailla ensuite comme huissier-audiencier à la Cour supérieure jusqu'en 1983, jusqu'à ce qu'il soit nommé directeur de la Société des hommes d'affaires de l'est de Montréal.